# Marcantônio Vilaça
Marcantonio Vilaça (Recife, 30 de agosto de 1962 — Recife, 1 de janeiro de 2000) foi um artista plástico brasileiro.

## Biografia
Na década de 1980, dirigiu a revista de arte Galeria. Em 1992, inaugurou na cidade de São Paulo a galeria Camargo Vilaça.
Foi um dos maiores colecionadores de arte contemporânea brasileira, começando sua coleção aos 15 anos. Como marchand, trabalhou para lançar novos artistas no mercado brasileiro e internacional de artes. Doou diversas obras de sua coleção para museus em todo o mundo. Fortaleceu a imagem do Brasil internacionalmente, pelo empenho na divulgação da produção nacional.
Marcantonio Vilaça faleceu aos 37 anos após uma parada cardíaca provocada por um acidente vascular cerebral (AVC).
O Tribunal de Contas da União instituiu o "Espaço Cultural Marcantonio Vilaça", pela Resolução-TCU Nº 161, de 16 de abril de 2003 em homenagem ao galerista.
O Museu de Arte Moderna de Miami possui, em sua homenagem, uma sala chamada Marcantonio Vilaça.